# Cantone di Saint-Louis (Guadalupa)
Il Cantone di Saint-Louis era una divisione amministrativa dell'arrondissement di Pointe-à-Pitre nel dipartimento d'oltremare francese della Guadalupa (che comprende alcune isole dell'arcipelago caraibico omonimo facente parte delle Piccole Antille).
A seguito della riforma approvata con decreto del 24 febbraio 2014, che ha avuto attuazione dopo le elezioni dipartimentali del 2015, è stato soppresso.

## Composizione
Situato sull'isola di Marie-Galante, comprendeva unicamente il comune di Saint-Louis.